# Sebastian Opderbeck
Sebastian Opderbeck (* 14. August 1986 in Hamburg) ist ein deutscher Handballtrainer und ehemaliger Handballspieler.

## Karriere
Sebastian Opderbeck begann beim VfL Pinneberg mit dem Handball. Später spielte er beim TSV Ellerbek, für den er in der Saison 2004/05 in der Handball-Regionalliga auflief. Ab 2004 spielte der 1,89 Meter große Rückraumspieler zudem aufgrund eines Zweitspielrechts in der Handball-Bundesliga beim HSV Hamburg, mit dem er 2006 den DHB-Pokal gewann. Seit der Saison 2006/07 steht er beim Zweitligisten TSV Altenholz unter Vertrag. Dort beendete er nach der Saison 2013/14 seine Spielerlaufbahn. Ende der Saison 2016/17 spielte er nochmal in der Schleswig-Holstein-Liga für die HSG Horst/Kiebitzreihe.
In der Saison 2014/15 war Opderbeck als Co-Trainer von Klaus-Dieter Petersen tätig.
Opderbeck spielte für die deutsche Jugendnationalmannschaft, mit der er 2004 an der Jugendeuropameisterschaft in Serbien und Montenegro teilnahm.

## Sonstiges
Opderbeck hat Fitnessökonomie studiert.